# Cayos Miskitos

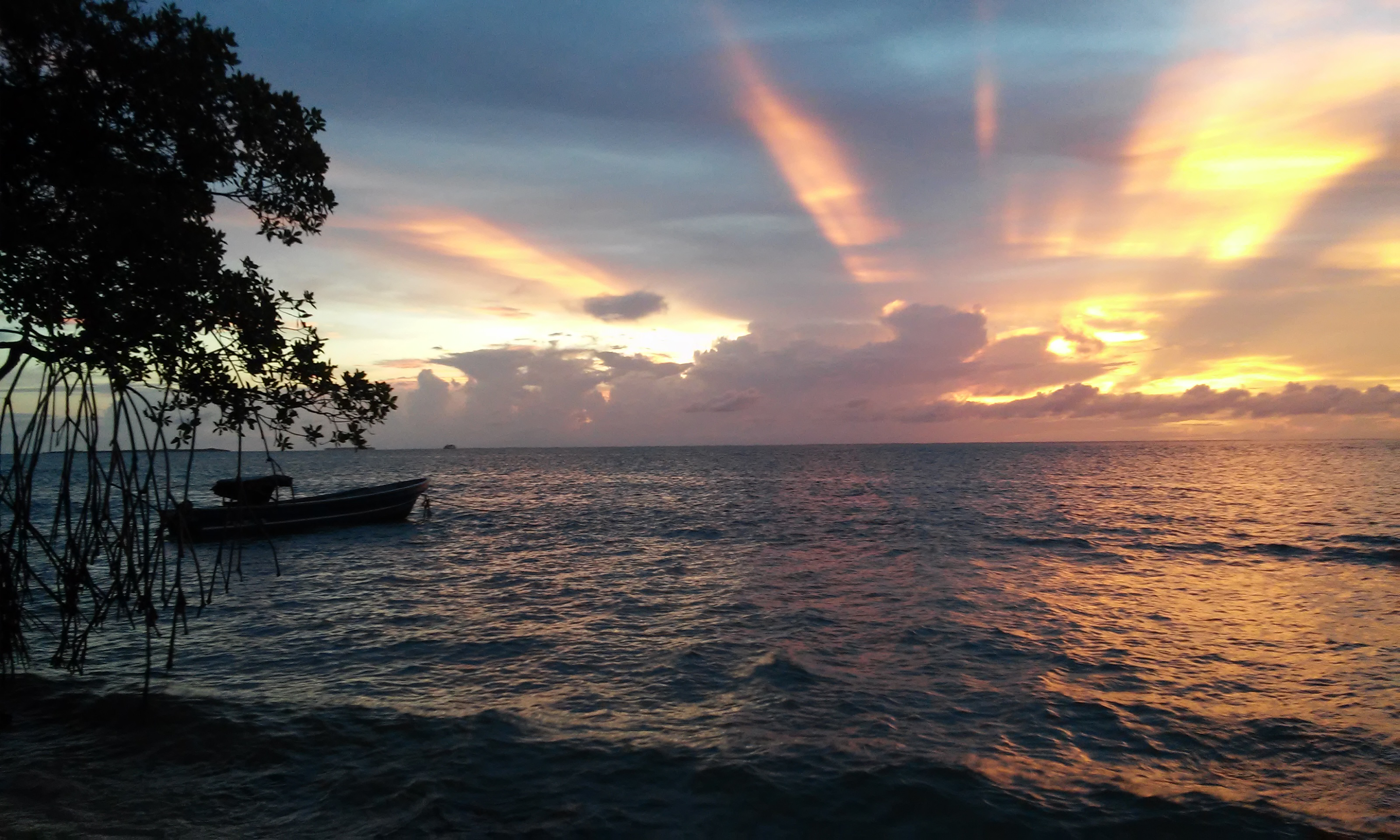
Pôr do sol da perspectiva dos Callo Miskitos no Mar do Caribe Nicaraguense.

Cayos Miskitos é um arquipélago na Nicarágua e fica no mar das Antilhas, afastado a quarenta quilômetros da costa.